# Sara Gambetta
Sara Gambetta (née le 18 février 1993 à Lauterbach) est une athlète allemande, spécialiste des épreuves combinées puis du lancer du poids.

## Carrière
Depuis 2013, elle se spécialise dans le lancer du poids à la suite d'une blessure au saut en longueur. Son club est le TSG “Slitisa” Schlitz.
Son père, Carlos Gambetta, a été champion d'Argentine du 200 m, saut en hauteur et du saut en longueur.

## Palmarès
| Date | Compétition                       | Lieu      | Résultat | Épreuve    | Marque    |
| ---- | --------------------------------- | --------- | -------- | ---------- | --------- |
| 2010 | Championnats du monde juniors     | Moncton   | 2e       | Heptathlon | 5 770 pts |
| 2011 | Championnats d'Europe juniors     | Tallinn   | 2e       | Heptathlon | 6 108 pts |
| 2013 | Championnats d'Europe espoirs     | Tampere   | 8e       | Poids      | 16,21 m   |
| 2015 | Championnats d'Europe espoirs     | Tallinn   | 3e       | Poids      | 16,99 m   |
| 2015 | Jeux mondiaux militaires          | Mungyeong | 4e       | Javelot    | 50,06 m   |
| 2016 | Championnats d'Europe             | Amsterdam | 7e       | Poids      | 17,95 m   |
| 2017 | Championnats d'Europe par équipes | Lille     | 4e       | Poids      | 17,49 m   |
| 2017 | Universiade                       | Taipei    | 5e       | Poids      | 17,60 m   |
| 2018 | Championnats d'Europe             | Berlin    | 5e       | Poids      | 18,13 m   |
| 2019 | Championnats d'Europe en salle    | Glasgow   | 7e       | Poids      | 17,60 m   |
| 2021 | Championnats d'Europe en salle    | Toruń     | 6e       | Poids      | 18,34 m   |
| 2021 | Coupe d'Europe des lancers        | Split     | 1re      | Poids      | 18,86 m   |
| 2021 | Jeux olympiques                   | Tokyo     | 8e       | Poids      | 18,88 m   |
| 2022 | Championnats du monde en salle    | Belgrade  | 9e       | Poids      | 18,17 m   |
| 2022 | Championnats d'Europe             | Munich    | 5e       | Poids      | 18,48 m   |
| 2023 | Championnats d'Europe en salle    | Istanbul  | 2e       | Poids      | 18,83 m   |
| 2023 | Championnats du monde             | Budapest  | 12e      | Poids      | 18,71 m   |

## Records
| Épreuve         | Marque  | Lieu  | Date        |
| --------------- | ------- | ----- | ----------- |
| Lancer du poids | 19,08 m | Paris | 9 juin 2023 |